# أذن الفأر المنكسر
أذن الفأر المنكسر (الاسم العلمي:Myosotis refracta) هو نوع من النباتات يتبع جنس أذن الفأر من الفصيلة الحمحمية.

## الموئل والانتشار
موطن النبات بلاد الشام وتركيا وقبرص واليونان والقرم وصربيا والجبل الأسود ومقدونيا الشمالية والبوسنة وكرواتيا وسلوفينيا وإسبانيا.